# 9月4日
9月4日是阳历年的第247天（闰年是248天），离一年的结束还有118天。
在英國與其屬地和北美十三州，因1752年將曆法從儒略曆轉換至格里曆，故該年沒有9月4日。

## 大事記

### 19世紀以前
- 476年：日耳曼人将军奥多亚塞攻佔（英语：Battle of Ravenna (476)）西罗马帝国首都拉文纳并废黜皇帝罗慕路斯·奥古斯都。西罗马帝国的滅亡標誌著從古典时代（晚期）的結束和中世紀（前期）開始。[1]
- 626年：唐太宗李世民正式登基成為唐朝皇帝。
- 1479年：卡斯蒂尔及阿拉贡王权的天主教双王与葡萄牙国王阿方索五世签订阿尔卡索瓦什和约。
- 1774年：英国探险家詹姆斯·库克发现新喀里多尼亚岛屿。
- 1781年：西班牙美洲殖民地的移民在上加利福尼亞省建立新城鎮，後來發展成為美國第二大城洛杉磯。

### 19世紀
- 1812年：1812年戰爭：哈里森堡壘戰役爆發。
- 1839年：九龙海战中，英国战舰向清朝戎克船开火。
- 1843年：兩西西里的特雷莎·克里斯蒂娜與巴西皇帝佩德羅二世的國家婚禮在里約熱內盧舊大教堂（英语：Old Cathedral of Rio de Janeiro）舉行。
- 1870年：法國巴黎的民眾發起革命廢黜法蘭西第二帝國皇帝拿破崙三世，並成立法蘭西第三共和國。
- 1888年：美国发明家乔治·伊士曼在获得胶卷式照相机的专利后注册了柯达的商标。

### 20世紀
- 1913年：德國發生華格納槍擊案。
- 1939年：二战：日本宣布在欧洲战争中保持中立。
- 1944年：二战：英國第十一裝甲師解放比利時的安特衛普。
- 1944年：周恩来在中国共产党内部提出联合政府提议。
- 1948年：荷蘭女王威廉明娜宣布因健康原因退位，並由女兒朱麗安娜繼位。
- 1957年：小石城事件中，阿肯色州州长动用国民警卫队，阻止非裔学生到全白学校上课。
- 1958年：中國政府公佈關於領海的聲明。
- 1963年：瑞士航空306號班機空難，機上80人悉數罹難。
- 1967年：美國海軍陸戰隊進攻北越的溪生。
- 1970年：萨尔瓦多·阿连德当选智利总统。
- 1971年：由波音727擔任的阿拉斯加航空1866號班機（英语：Alaska Airlines Flight 1866）於阿拉斯加州朱諾附近墜毀，機上111人全部罹難。
- 1972年：美国游泳运动员马克·斯皮茨在慕尼黑奥运会上夺得第七枚金牌，成为当时在一届奥运会中获得最多金牌的运动员。此紀錄一直維持到2008年，由其同胞且同樣擅長游泳的麥可·菲爾普斯於北京奧運獨得八枚金牌為止。
- 1975年：埃及與以色列签订西奈临时协定（英语：Sinai Interim Agreement），埃及收复西奈半岛。
- 1990年：朝鲜总理延亨默越過三八线到達漢城，與韩国总理姜英勳举行朝鲜半岛自分裂以来双方的首次总理會談。
- 1993年：第七届中华人民共和国全国运动会于北京开幕。
- 1994年：银河号事件中，银河号货轮上所有货物被搜查，没有发现美国政府怀疑的化学武器。
- 1995年：拍賣網站ebay（前身為Actionweb）正式成立。
- 1995年：第四次世界妇女大会於北京開幕，有4750名分別來自181個國家的人士出席。
- 1998年：賴利·佩吉和謝爾蓋·布林在美國加利福尼亞州門洛公園成立開發搜尋引擎的Google公司。

### 21世紀
- 2001年：東京迪士尼海洋開幕。
- 2007年：香港年齡最小的大學生沈詩鈞到香港浸會大學上學。
- 2010年：新西兰南岛最大城市基督城发生芮氏地震规模7.1的地震，造成约3.5亿纽西兰元的经济损失。
- 2013年：美國總統歐巴馬訪問瑞典，強化兩國關係、創下美國總統訪瑞先例。
- 2016年：香港舉行第六屆立法會選舉。當天的地區選舉投票率達58.28%，而功能界別選舉的投票率則達57.09%。
- 2020年：塞爾維亞總統亞歷山大·武契奇與科索沃總理阿夫杜拉·霍蒂在美國白宮簽署一項「經濟正常化」協議。

## 出生
- 1241年：亞歷山大三世，蘇格蘭國王（1286年逝世）
- 1563年：明神宗朱翊鈞，明朝皇帝（1620年逝世）
- 1652年：德川綱誠，第3代尾張藩主（1699年逝世）
- 1766年：路易-樊尚-約瑟夫·聖伊萊爾，法國將軍（1809年逝世）
- 1768年：弗朗索瓦-勒内·德·夏多布里昂，法國作家（1848年逝世）
- 1787年：二宮尊德，日本江戶時代後期農政家、思想家（1856年逝世）
- 1808年：近衛忠熙，日本幕末公卿（1898年逝世）
- 1809年：費德里科·路易吉，義大利將領、政治人物、數學家，第7任義大利首相（1896年逝世）
- 1824年：安东·布鲁克纳，奥地利作曲家（1896年逝世）
- 1825年：納奧羅吉，印度教育家（1917年逝世）
- 1850年：路易吉·卡多尔纳，義大利軍人（1928年逝世）
- 1877年：卡爾利斯·烏爾馬尼斯，拉脫維亞獨立運動領袖，曾5次擔任拉脫維亞總理（1942年逝世）
- 1885年：鈴木文治，日本政治家、勞工運動家（1928年逝世）
- 1892年：达律斯·米约，猶太裔法國作曲家，六人團成員之一；20世紀產量最大的作曲家之一（1974年逝世）
- 1895年：向警予，中国妇女运动领袖（1928年逝世）
- 1896年：安托南·阿尔托，法國詩人（1948年逝世）
- 1905年：瑪莉·雷諾特，英國作家（1983年逝世）
- 1906年：馬克斯·德爾布呂克，德裔美籍生物物理學家（1981年逝世）
- 1908年：理查德·赖特，美國作家（1960年逝世）
- 1913年：丹下健三，日本建築師（2005年逝世）
- 1913年：斯坦福·摩爾，美國生物化學家（1982年逝世）
- 1913年：米奇·柯罕，美國黑手黨首腦（1976年逝世）
- 1924年：瓊·艾肯，英國小說家，以兒童文學、歷史小說而聞名（2004年逝世）
- 1925年：艾薩·卡特，美國種族隔離主義者（1975年逝世）
- 1927年：约翰·麦卡锡，美國計算機科學家，於1955年达特矛斯会议上提出「人工智慧」概念、LISP發明人（2011年逝世）
- 1932年：卡洛斯·罗梅罗·巴塞洛，波多黎各總督（2021年逝世）
- 1934年：克莱夫·格兰杰，威尔士裔經濟學家，2003年諾貝爾經濟學獎得主（2009年逝世）
- 1936年：梶原一騎，日本漫畫編劇（1987年逝世）
- 1936年：朱迪亞·珀爾，以色列裔美國計算機科學家、哲學家
- 1941年：琳達·麥卡特尼，美國音樂家、攝影師、動物權利活動家（1998年逝世）
- 1942年：許長青，香港立法會議員（2005年逝世）
- 1944年：东尼·阿特金森，英國經濟學家（2017年逝世）
- 1950年：洪明奇，臺灣分子生物學家
- 1951年：小林薰，日本男演員
- 1952年：里希·卡普尔，印度男演員（2020年逝世）
- 1955年：布萊恩·施威澤，美國政治人物
- 1958年：傑奎琳·休伊特，美國天體物理學家
- 1961年：黃日華，香港男演員
- 1962年：俞敏洪，中國民辦教育家
- 1962年：山中伸彌，日本醫學家、細胞生物學家，2012年諾貝爾生理學或醫學獎得主
- 1964年：王玉玲，台灣女演員（1993年逝世）
- 1965年：林保怡，香港男演員
- 1966年：周子寒，台灣歌手
- 1966年：白種元，韓國企業家、主持人、廚師、作家
- 1968年：麥克·皮耶薩，美國棒球球員
- 1969年：詹姆士·柯維立，英國政治人物，現任內政大臣
- 1970年：小理察·斯貝特，美國男演員、導演、編劇、製片人
- 1971年：袁詠儀，香港女演員
- 1972年：葉芳華，華裔加拿大女演員
- 1973年：傑森·大衛·法蘭克，美國男演員、職業綜合格鬥武術家（2022年逝世）
- 1973年：伍秀霞，香港配音員
- 1975年：馬克·朗森，英國歌手、音樂家
- 1976年：福島潤，日本男性聲優
- 1979年：克斯廷·加雷弗雷克斯，德國退役足球運動員
- 1980年：廖于誠，台灣棒球選手
- 1980年：岛谷瞳，日本歌手
- 1980年：武藤蘭，日本AV女優
- 1981年：碧昂絲，美國歌手、演員
- 1982年：張鈞甯，台灣演員
- 1983年：中丸雄一，日本藝人
- 1983年：斕曦，中國女演員
- 1983年：蔡曉慧，香港游泳選手
- 1983年：游詩璟，台灣女演員
- 1983年：賴世凱，台灣男藝人
- 1985年：素格力·威塞哥，泰國男演員
- 1986年：卓毓彤，台灣女藝人
- 1988年：野上翔，日本男性聲優
- 1990年：斯特凡尼娅·费尔南德斯，2008年度委內瑞拉小姐、2009年度環球小姐比賽冠軍
- 1990年：貢米，中國女演員
- 1990年：詹姆斯·貝，英國男歌手、吉他手
- 1990年：奧莉加·哈爾蘭，烏克蘭女子擊劍運動員
- 1991年：李迪恩，台灣男子團體4ever成員
- 1992年：朴恩斌，韓國女演員
- 1994年：金藝智，韓國女子射擊運動員
- 1993年：段宜恩，韓國男子偶像團體GOT7成員
- 1996年：蘇柏·宗國，泰國男子羽球運動員
- 1996年：查理·柯爾克特，英格蘭職業足球運動員
- 1997年：Ano，日本女歌手、模特兒、演員、電視藝人
- 2000年：許智媛，韓國女子偶像團體Cherry Bullet成員
- 2002年：尹相雅，韓國女子偶像團體LIGHTSUM成員
- 2003年：朴成淏，韓國男子偶像團體BOYNEXTDOOR成員
- 2003年：馬爾科姆·埃比奧維，英格蘭職業足球運動員

## 逝世
- 422年：教宗波尼法爵一世，羅馬主教（生年不詳）
- 799年：穆萨·卡齐姆，伊斯蘭教什葉派伊瑪目（745年出生）
- 1037年：貝爾穆多三世，雷昂國王（1015年出生）
- 1063年：图赫里勒·贝格，塞爾柱帝國蘇丹（990年出生）
- 1323年：元英宗硕德八剌，元朝皇帝（1303年出生）
- 1342年：安娜·阿纳卓特鲁，特拉比松帝國皇帝（生年不詳）
- 1458年：卡斯提爾的瑪麗亞，亞拉岡王后（1401年出生）
- 1571年：馬修·斯圖亞特，蘇格蘭攝政，第四代倫諾克斯伯爵（1516年出生）
- 1588年：羅伯特·達德利，英國政治人物（1532年出生）
- 1811年：松村吳春，日本畫家（1752年出生）
- 1827年：海因里希·伯伊，德國動物學家（1794年出生）
- 1907年：爱德华·格里格，挪威作曲家（1843年出生）
- 1916年：，西班牙劇作家，1904年諾貝爾文學獎得主（1832年出生）
- 1940年：北白川宮永久王，日本皇族（1910年出生）
- 1951年：尤奧扎斯·盧克沙，立陶宛反蘇游擊隊領袖（1921年出生）
- 1954年：胡文虎，英屬印度華僑商人（1882年出生）
- 1961年：查爾斯·金，賴比瑞亞政治人物，第17任賴比瑞亞總統（1875年出生）
- 1963年：羅貝爾·舒曼，法國政治人物，前任法國總理（1886年出生）
- 1965年：阿爾伯特·史懷哲，法國通才，致力於非洲人民健康的醫生，1952年諾貝爾和平獎得主（1875年出生）
- 1985年：錢松嵒，中國山水畫家（1899年出生）
- 1989年：喬治·西默農，比利時法語作家（1903年出生）
- 1997年：漢斯·艾森克，德裔英國心理學家（1916年出生）
- 2006年：吉亞琴托·法切蒂，意大利足球運動員（1942年出生）
- 2006年：史蒂夫·厄文，澳洲環保人士、電視節目主持人（1962年出生）
- 2014年：瓊·瑞佛斯，美國演員（1933年出生）
- 2019年：戴铁郎，中国动画片导演（1930年出生）
- 2022年：彼得·史超伯，美國恐怖小說作家（1943年出生）
- 2022年：賽勒斯·米斯特里，印度裔愛爾蘭企業家，前任塔塔集團主席（1968年出生）
- 2023年：史蒂夫·哈維爾，美國男歌手，破嘴合唱團主唱（1967年出生）
- 2024年：楊仁福，臺灣政治人物（1942年出生）

## 节假日和习俗
- 德蕾莎修女封聖日[2]
- 阿根廷：移民节
- 美国：报纸载体节（英语：Newspaper Carrier Day）